# Preußen Dellbrück
Preußen Dellbrück (celým názvem: Sport-Club Preußen Köln-Dellbrück e. V.) byl německý sportovní klub, který sídlil v Kolíně nad Rýnem ve spolkové zemi Severní Porýní-Vestfálsko. Založen byl v roce 1912 pod názvem FK Preußen Dellbrück. Svůj poslední název nesl od roku 1919. Zanikl v roce 1957 po fúzi s SC Rapid Köln do nově založené organizace SC Viktoria Köln. Klubové barvy byly černá a bílá.
Své domácí zápasy odehrával na stadionu Radrennbahn Müngersdorf s kapacitou 28 000 diváků.

## Historické názvy
Zdroj: 
- 1912 – FK Preußen Dellbrück (Fußball-Club Preußen Dellbrück)
- 1919 – fúze s FV 1912 Dellbrück ⇒ SC Preußen Dellbrück (Sport-Club Preußen Köln-Dellbrück e. V.)
- 1957 – fúze s SC Rapid Köln ⇒ SC Viktoria Köln
- 1957 – zánik

## Umístění v jednotlivých sezonách
Stručný přehled
Zdroj: 
- 1947–1948: Fußball-Oberliga West
- 1948–1949: Rheinbezirksliga – sk. 1
- 1949–1957: Fußball-Oberliga West

Jednotlivé ročníky
Zdroj: 
Legenda: Z - zápasy, V - výhry, R - remízy, P - porážky, VG - vstřelené góly, OG - obdržené góly, +/- - rozdíl skóre, B - body, zlaté podbarvení - 1. místo, stříbrné podbarvení - 2. místo, bronzové podbarvení - 3. místo, červené podbarvení - sestup, zelené podbarvení - postup, fialové podbarvení - reorganizace, změna skupiny či soutěže
| Britská okupační zóna (1947 – 1949) |                          |        |    |     |     |     |    |    |     |    |        |
| Sezóny                              | Liga                     | Úroveň | Z  | V   | R   | P   | VG | OG | +/- | B  | Pozice |
| 1947/48                             | Fußball-Oberliga West    | 1      | 24 | 7   | 5   | 12  | 37 | 55 | -18 | 19 | 11.    |
| 1948/49                             | Rheinbezirksliga – sk. 1 | 2      | 26 | ... | ... | ... | 94 | 40 | +54 | 35 | 2.     |
| Německo (1949 – 1957)               |                          |        |    |     |     |     |    |    |     |    |        |
| Sezóny                              | Liga                     | Úroveň | Z  | V   | R   | P   | VG | OG | +/− | B  | Pozice |
| 1949/50                             | Fußball-Oberliga West    | 1      | 30 | 17  | 5   | 8   | 55 | 41 | +14 | 39 | 2.     |
| 1950/51                             | Fußball-Oberliga West    | 1      | 30 | 10  | 8   | 12  | 49 | 52 | -3  | 28 | 8.     |
| 1951/52                             | Fußball-Oberliga West    | 1      | 30 | 9   | 11  | 10  | 42 | 48 | -6  | 29 | 9.     |
| 1952/53                             | Fußball-Oberliga West    | 1      | 30 | 12  | 7   | 11  | 52 | 39 | +13 | 31 | 8.     |
| 1953/54                             | Fußball-Oberliga West    | 1      | 30 | 10  | 7   | 13  | 41 | 55 | -14 | 27 | 13.    |
| 1954/55                             | Fußball-Oberliga West    | 1      | 30 | 12  | 4   | 14  | 51 | 58 | -7  | 28 | 10.    |
| 1955/56                             | Fußball-Oberliga West    | 1      | 30 | 9   | 6   | 15  | 49 | 69 | -20 | 24 | 14.    |
| 1956/57                             | Fußball-Oberliga West    | 1      | 30 | 10  | 5   | 15  | 46 | 62 | -16 | 25 | 13.    |